# Martin Rev
Martin Rev, pseudonimo di Martin Reverby (New York, 18 dicembre 1947), è un musicista statunitense, membro del duo new wave Suicide assieme ad Alan Vega.

## Biografia
Martin Rev nacque a New York nel 1947. Dopo aver suonato free jazz, fondò con Alan Vega i Suicide nei primi anni settanta. Il loro album omonimo del 1977, oltre a essere considerato una pietra miliare del genere new wave viene acclamato dalla critica e gli specialisti. Dopo l'uscita di un secondo album (Alan Vega/Martin Rev, 1980), la formazione si sciolse per poi pubblicare altri dischi a più riprese negli anni seguenti. Nel mentre, Martin Rev aveva avviato una carriera discografica che porterà a risultati giudicati altalenanti.

## Discografia

### Da solista
- 1979 – Martin Rev
- 1985 – Clouds of Glory
- 1990 – Cheyenne
- 1995 – See Me Ridin'
- 2000 – Strangeworld
- 2003 – To Live
- 2008 – Les Nymphes
- 2009 – Stigmata